# 克雷斯特維尤 (喬治亞州)
克雷斯特維尤（英語：Crestview）是位於美國喬治亞州貝克縣的一個非建制地區。該地的面積和人口皆未知。

## 地理
克雷斯特維尤的座標為31°19′58″N 84°37′09″W / 31.33278°N 84.61917°W，而該地的平均海拔高度為73米（即240英尺）。